# Coupe CECAFA des nations 2013
Navigation
Ouganda 2012 Éthiopie 2015
La Coupe CECAFA des nations 2013 est la trente-septième édition de la Coupe CECAFA des nations qui a eu lieu au Kenya du 27 novembre au 12 décembre 2013. Les nations membres de la CECAFA (Confédération d'Afrique centrale et de l'Est) sont invitées à participer à la compétition.
C'est le pays organisateur, le Kenya, qui remporte la compétition en s'imposant en finale face au Soudan.

## Équipes participantes
| - Burundi - Éthiopie - Érythrée - Kenya - pays organisateur | - Rwanda - Somalie - Soudan du Sud - Soudan | - Tanzanie - Ouganda - tenant du titre - Zambie (invité) - Zanzibar |

## Compétition

### Premier tour

#### Groupe A
Comme le Kenya et l'Éthiopie ont terminé premiers du groupe et que plusieurs critères ne permettent pas de les départager, un tirage au sort a déterminé le vainqueur du groupe.
| Équipe        | Pts | J | V | N | D | Bp | Bc | Diff |
| ------------- | --- | - | - | - | - | -- | -- | ---- |
| Kenya         | 7   | 3 | 2 | 1 | 0 | 5  | 1  | +4   |
| Éthiopie      | 7   | 3 | 2 | 1 | 0 | 5  | 1  | +4   |
| Zanzibar      | 3   | 3 | 1 | 0 | 2 | 3  | 6  | -3   |
| Soudan du Sud | 0   | 3 | 0 | 0 | 3 | 2  | 7  | -5   |

| 27 novembre 2013 | Zanzibar              | 2–1 | Soudan du Sud | Nyayo National Stadium, Nairobi |  |
| 14:00            | Kassim 5e · Saleh 69e |     | 75e Lako      |                                 |  |
| 14:00            | Rapport               |     |               |                                 |  |

| 27 novembre 2013 | Kenya                | 0–0     | Éthiopie       | Nyayo National Stadium, Nairobi |                         |
| 16:30            |                      |         |                | Arbitrage : Denis Batte         | Arbitrage : Denis Batte |
| 16:30            | Owino 30e · Omar 43e | Rapport | 90+2e Bargecho | Arbitrage : Denis Batte         | Arbitrage : Denis Batte |

| 30 novembre 2013 | Éthiopie                                    | 3–1 | Zanzibar | Nyayo National Stadium, Nairobi |                              |
| 14:00            | Asfan 5e · Bargecho 37e (pen.) · Kebede 83e |     | 68e Juma | Arbitrage : Louis Hakizimana    | Arbitrage : Louis Hakizimana |
| 14:00            | Rapport                                     |     |          | Arbitrage : Louis Hakizimana    | Arbitrage : Louis Hakizimana |

| 30 novembre 2013 | Soudan du Sud | 1–3     | Kenya                                   | Nyayo National Stadium, Nairobi |                          |
| 16:00            | Lado 28e      |         | 17e (pen.) Atudo · 29e Keli · 77e Owino | Arbitrage : Waziri Sheha        | Arbitrage : Waziri Sheha |
| 16:00            | Eresto 15e    | Rapport | 72e Omar                                | Arbitrage : Waziri Sheha        | Arbitrage : Waziri Sheha |

| 3 décembre 2013 | Soudan du Sud | 0–2 | Éthiopie                 | Kenyatta Stadium, Machakos   |                              |
| 14:00           |               |     | 54e Yassin · 83e Kalbore | Arbitrage : Louis Hakizimana | Arbitrage : Louis Hakizimana |
| 14:00           | Rapport       |     |                          | Arbitrage : Louis Hakizimana | Arbitrage : Louis Hakizimana |

| 3 décembre 2013 | Kenya                       | 2–0     | Zanzibar   | Kenyatta Stadium, Machakos |                           |
| 16:00           | Atudo 5e (pen.) · Wanga 61e |         |            | Arbitrage : Wiish Yabarow  | Arbitrage : Wiish Yabarow |
| 16:00           | Situma 50e                  | Rapport | 66e Makame | Arbitrage : Wiish Yabarow  | Arbitrage : Wiish Yabarow |

#### Groupe B
| Équipe   | Pts | J | V | N | D | Bp | Bc | Diff |
| -------- | --- | - | - | - | - | -- | -- | ---- |
| Zambie   | 7   | 3 | 2 | 1 | 0 | 6  | 1  | +5   |
| Tanzanie | 7   | 3 | 2 | 1 | 0 | 3  | 1  | +2   |
| Burundi  | 3   | 3 | 1 | 0 | 2 | 2  | 2  | 0    |
| Somalie  | 0   | 3 | 0 | 0 | 3 | 0  | 7  | -7   |

| 28 novembre 2013 | Burundi                           | 2–0 | Somalie | Kenyatta Stadium, Machakos           |                                      |
| 14:00            | Nduwarugira 41e · Abdul Razak 54e |     |         | Arbitrage : Luleseghed Ghebremichael | Arbitrage : Luleseghed Ghebremichael |
| 14:00            | Rapport                           |     |         | Arbitrage : Luleseghed Ghebremichael | Arbitrage : Luleseghed Ghebremichael |

| 28 novembre 2013 | Tanzanie  | 1–1 | Zambie       | Kenyatta Stadium, Machakos |  |
| 16:00            | Morad 47e |     | 41e Kampamba |                            |  |
| 16:00            | Rapport   |     |              |                            |  |

| 1 décembre 2013 | Somalie                  | 0–1     | Tanzanie     | Nyayo National Stadium, Nairobi |                             |
| 14:00           |                          |         | 57e Chanongo | Arbitrage : Kheirala Murtaz     | Arbitrage : Kheirala Murtaz |
| 14:00           | Hayow 33e · Mohammed 41e | Rapport | 81e Moradi   | Arbitrage : Kheirala Murtaz     | Arbitrage : Kheirala Murtaz |

| 1 décembre 2013 | Zambie                  | 1–0     | Burundi | Nyayo National Stadium, Nairobi |                         |
| 16:00           | Mbewe 67e               |         |         | Arbitrage : Denis Batte         | Arbitrage : Denis Batte |
| 16:00           | Kampamba 3e · Mwape 43e | Rapport |         | Arbitrage : Denis Batte         | Arbitrage : Denis Batte |

| 4 décembre 2013 | Tanzanie   | 1–0     | Burundi | Afraha Stadium, Nakuru    |                           |
| 14:00           | Samatta 7e |         |         | Arbitrage : Davies Omweno | Arbitrage : Davies Omweno |
| 14:00           | Yondan 36e | Rapport |         | Arbitrage : Davies Omweno | Arbitrage : Davies Omweno |

| 4 décembre 2013 | Somalie | 0–4     | Zambie                      | Afraha Stadium, Nakuru     |                            |
| 16:00           |         |         | 2e 55e Mwape · 4e 70e Mbewe | Arbitrage : Anthony Ogwayo | Arbitrage : Anthony Ogwayo |
| 16:00           |         | Rapport | 33e Kabwe                   | Arbitrage : Anthony Ogwayo | Arbitrage : Anthony Ogwayo |

#### Groupe C
| Équipe   | Pts | J | V | N | D | Bp | Bc | Diff |
| -------- | --- | - | - | - | - | -- | -- | ---- |
| Ouganda  | 9   | 3 | 3 | 0 | 0 | 5  | 0  | +5   |
| Soudan   | 6   | 3 | 2 | 0 | 1 | 4  | 1  | +3   |
| Rwanda   | 3   | 3 | 1 | 0 | 2 | 1  | 2  | -1   |
| Érythrée | 0   | 3 | 0 | 0 | 3 | 0  | 7  | -7   |

| 29 novembre 2013 | Soudan                        | 3–0     | Érythrée | Kenyatta Stadium, Machakos |  |
| 14:00            | Ibrahim 6e 27e · El Tahir 33e |         |          |                            |  |
| 14:00            | Abdalla 45e                   | Rapport |          |                            |  |

| 29 novembre 2013 | Ouganda                | 1–0     | Rwanda         | Nyayo National Stadium, Nairobi |  |
| 16:00            | Sserunkuma 89e         |         |                |                                 |  |
| 16:00            | Kiiza 33e · Wadada 56e | Rapport | 72e Mugiraneza |                                 |  |

| 2 décembre 2013 | Soudan      | 1–0     | Rwanda | Kenyatta Stadium, Machakos |  |
| 14:00           | Ibrahim 29e |         |        |                            |  |
| 14:00           | Kamal 23e   | Rapport |        |                            |  |

| 2 décembre 2013 | Érythrée | 0–3     | Ouganda                        | Kenyatta Stadium, Machakos |  |
| 16:00           |          |         | 9e 38e Okwi · 20e (pen.) Kiiza |                            |  |
| 16:00           |          | Rapport | 56e Kizito                     |                            |  |

| 5 décembre 2013 | Rwanda         | 1–0     | Érythrée   | Afraha Stadium, Nakuru |  |
| 14:00           | Ndahinduka 74e |         |            |                        |  |
| 14:00           |                | Rapport | 55e Goitom |                        |  |

| 5 décembre 2013 | Ouganda   | 1–0 | Soudan | Afraha Stadium, Nakuru |  |
| 16:00           | Aucho 58e |     |        |                        |  |
| 16:00           | Rapport   |     |        |                        |  |

### Meilleurs troisièmes
| Équipe   | Pts | J | V | N | D | Bp | Bc | Diff |
| -------- | --- | - | - | - | - | -- | -- | ---- |
| Burundi  | 3   | 3 | 1 | 0 | 2 | 2  | 2  | 0    |
| Rwanda   | 3   | 3 | 1 | 0 | 2 | 1  | 2  | -1   |
| Zanzibar | 3   | 3 | 1 | 0 | 2 | 3  | 6  | -3   |

## Tour final

### Quarts-de-finale
| 7 décembre 2013 | Ouganda                                       | 2–2 a. p.       | Tanzanie                                | Mombasa Municipal Stadium, Mombasa |                           |
| 14:00           | Sserunkuma 16e · Mutumba 73e                  |                 | 19e 40e Ngasa                           | Arbitrage : Wiish Yabarow          | Arbitrage : Wiish Yabarow |
| 14:00           |                                               | Rapport         | 52e Abubakar ·                          | Arbitrage : Wiish Yabarow          | Arbitrage : Wiish Yabarow |
| 14:00           | Walusimbi · Okwi · Aucho · Kiiza · Sserunkuma | Tirs au but 2–3 | Nyoni · Samatta · Kiemba · Idd · Yondan | Arbitrage : Wiish Yabarow          | Arbitrage : Wiish Yabarow |

| 7 décembre 2013 | Kenya            | 1–0     | Rwanda                | Mombasa Municipal Stadium, Mombasa   |                                      |
| 16:00           | Atudo 56e (pen.) |         |                       | Arbitrage : Luleseghed Ghebremichael | Arbitrage : Luleseghed Ghebremichael |
| 16:00           |                  | Rapport | Akumu 57e · Opiyo 70e | Arbitrage : Luleseghed Ghebremichael | Arbitrage : Luleseghed Ghebremichael |

| 8 décembre 2013 | Zambie                                                 | 0–0 a. p.       | Burundi                                                                    | Mombasa Municipal Stadium, Mombasa |                         |
| 14:00           |                                                        |                 |                                                                            | Arbitrage : Denis Batte            | Arbitrage : Denis Batte |
| 14:00           | Munthali 52e                                           | Rapport         |                                                                            | Arbitrage : Denis Batte            | Arbitrage : Denis Batte |
| 14:00           | Katongo · Mwape · Ngonga · Mtonga · Chongo · Situmbeko | Tirs au but 4–3 | Duhayindavyi · Nduwarugira · Mossi · Harerimana · Abdul Razak · Hakizimana | Arbitrage : Denis Batte            | Arbitrage : Denis Batte |

| 8 décembre 2013 | Éthiopie      | 0–2     | Soudan                                      | Mombasa Municipal Stadium, Mombasa |                           |
| 16:00           |               |         | 22e (csc) Bargecho · 69e Ibrahim            | Arbitrage : Davies Omweno          | Arbitrage : Davies Omweno |
| 16:00           | Addisalem 67e | Rapport | 10e Mohammed · 37eEl Rayah · 75e Abdelrahim | Arbitrage : Davies Omweno          | Arbitrage : Davies Omweno |

### Demi-finales
| 10 décembre 2013 | Tanzanie | 0–1     | Kenya                                  | Nyayo National Stadium, Nairobi |                                |
| 19:00            |          |         | 3e Miheso                              | Arbitrage : Thierry Nkurunziza  | Arbitrage : Thierry Nkurunziza |
| 19:00            |          | Rapport | 40e Situma · 62e Lavatsa · 90e Ochieng | Arbitrage : Thierry Nkurunziza  | Arbitrage : Thierry Nkurunziza |

| 10 décembre 2013 | Zambie                  | 1–2 a. p. | Soudan                         | Mombasa Municipal Stadium, Mombasa |                           |
| 16:00            | Kampamba 113e           |           | 117e Abdelrahim · 120e Ibrahim | Arbitrage : Wiish Yabarow          | Arbitrage : Wiish Yabarow |
| 16:00            | Kabwe 43e · Katongo 68e | Rapport   |                                | Arbitrage : Wiish Yabarow          | Arbitrage : Wiish Yabarow |

### Match pour la troisième place
| 12 décembre 2013 | Tanzanie                                                                  | 1 – 1 a. p.       | Zambie                                                                  | Nyayo National Stadium, Nairobi |                             |
| 14:00            | Samatta 65e                                                               |                   | 52e Kampamba                                                            | Arbitrage : Kheirala Murtaz     | Arbitrage : Kheirala Murtaz |
| 14:00            | Rapport                                                                   |                   |                                                                         | Arbitrage : Kheirala Murtaz     | Arbitrage : Kheirala Murtaz |
| 14:00            | Samatta · Nyoni · Abubakar · Kiemba · Chanongo · Singano · Ngasa · Yondan | Tirs au but 5 – 6 | Katongo · Kampamba · Zulu · Chama · Situmbeko · Kabwe · Mtonga · Chongo | Arbitrage : Kheirala Murtaz     | Arbitrage : Kheirala Murtaz |

### Finale
| 12 décembre 2013 | Kenya                                 | 2 – 0   | Soudan    | Nyayo National Stadium, Nairobi |                           |
| 18:00            | Wanga 35e 69e                         |         |           | Arbitrage : Wiish Yabarow       | Arbitrage : Wiish Yabarow |
| 18:00            | Omar 38e · Opiyo 86e · Kiongera 90+4e | Rapport | 44e Kamal | Arbitrage : Wiish Yabarow       | Arbitrage : Wiish Yabarow |

| Vainqueur Coupe CECAFA 2013 Kenya 6e titre |

## Sources et liens externes
- (en) Feuilles de matchs et infos sur RSSSF